# 挾間美帆
挾間 美帆（日本語: はざま みほ、英語: Miho Hazama、1986年11月13日 - ）は、日本のジャズ作曲家、編曲家、指揮者。下述のように、国立音楽大学で学んだこともあり、ジャンルはジャズにとどまらず管弦楽や吹奏楽編成などの楽曲も手掛けている。

## 人物・来歴
父親が転勤族だったため、北海道、青森、東京と各地を転々としながら育つ。3歳からヤマハ音楽教室でエレクトーンを習い始め、小学4年生で「ジュニアエレクトーンコンクール '96 全日本大会」に出場して頭角を現す。その後、1999年に国立音楽大学附属中学校 音楽コース（ピアノ）、2002年に国立音楽大学附属高等学校 音楽科（作曲）に進学した。
2005年、国立音楽大学音楽学部 演奏・創作学科 （作曲専修）に入学。作曲（クラシックや現代音楽）を学び、夏田昌和と丸山和範に師事。国立音楽大学の在学中に、国立音楽大学のニュー・タイド・ジャズ・オーケストラに参加し、ジャズへの興味を深める。また、3年在学時に栗山和樹からの推薦で、山下洋輔のピアノ協奏曲第3番《エクスプローラー》のオーケストレーターに抜擢された。
2010年、マンハッタン音楽院大学院（ジャズ作曲専攻）へ留学し、ジム・マクニーリー (Jim McNeely) に師事。2012年11月にアルバム『ジャーニー・トゥ・ジャーニー』をVerveレーベルからリリースし、2013年1月に「東京オペラシティ・ニューイヤー・ジャズ・コンサート2013：山下洋輔プロデュース 挾間美帆のジャズ作曲家宣言！」で本格的にデビューした。
2015年、アルバム『タイム・リヴァー』をVerveおよびSunnysideの両レーベルからリリース。
2016年、アメリカの『ダウン・ビート』誌の「未来を担う25人のジャズアーティスト」にアジア人として唯ひとり選出される。2017年5月、シエナ・ウインド・オーケストラのコンポーザー・イン・レジデンスに就任。
2017年9月、「第16回 東京ジャズ 2017」に出演し、デンマークの名門ビッグ・バンド、デンマーク・ラジオ・ビッグ・バンド (DR Big Band) と共演。ジャズ生誕100周年記念ステージのプロデューサーを務めた。
2019年10月、共演を重ねたデンマーク・ラジオ ビッグバンドの首席指揮者に就任した。
山下洋輔、大西順子、須川展也、モルゴーア・クァルテット、シエナ・ウインド・オーケストラ、ヤマハ吹奏楽団、東京フィルハーモニー交響楽団、NHK BSプレミアムのプレミアムよるドラマ『ランチのアッコちゃん』等に作曲した作品を提供してきた。また、坂本龍一、鷺巣詩郎、ヴィンス・メンドーザ、メトロポール・オーケストラ、NHK「歌謡チャリティコンサート」等に編曲した作品を提供した。
アルバム『ダンサー・イン・ノーホエア (Dancer in Nowhere) 』で、2020年開催の米グラミー賞（第62回）最優秀ラージ・ジャズ・アンサンブル・アルバム（Best Large Jazz Ensemble Album）部門にノミネートされた。
2025年1月2日、自身のSNSを通して昨年2024年にドラム奏者・作曲家のジョン・ストゥリーノ（John Sturino）と結婚していたことを公表した。

## ディスコグラフィ

### リーダー・アルバム
- 挾間美帆 m_unit『ジャーニー・トゥ・ジャーニー』 - Journey To Journey（2012年7月録音）(Verve) 2012年。のち (Sunnyside) 2013年。
- 挾間美帆 m_unit『タイム・リヴァー』 - Time River（2015年4月録音）(Sunnyside, Verve) 2015年
- 挾間美帆＆メトロポール・オーケストラ・ビッグバンド『ザ・モンク：ライヴ・アット・ビムハウス』 - The Monk: Live At Bimhuis（2017年10月録音）(Sunnyside, Verve) 2018年（アムステルダム「ビムハウス (Bimhuis) 」におけるライヴ）
- 挾間美帆 m_unit『ダンサー・イン・ノーホエア』 - Dancer in Nowhere（2018年8月録音）(Verve) 2018年。のち (Sunnyside) 2019年。
- 挾間美帆 m_unit『ビヨンド・オービット』 - Beyond Orbits 2023年

### 作曲・編曲・指揮（一部）
- 鷺巣詩郎, 『Shiro SAGISU Music from "EVANGELION:3.0" YOU CAN (NOT) REDO.』2012年 オーケストレーション提供
- 坂本龍一, "0322 C# Minor", "Trace", "After All" 編曲（『Playing The Orchestra 2013』2013年 所収）
- 山下洋輔、佐渡裕＆シエナ・ウインド・オーケストラ, "Mr.O" 作曲, "ピアノ協奏曲 第1番即興演奏家の為の《エンカウンター》：第4楽章" 編曲（『ラプソディ･イン･ブルー』2014年 所収）
- 『ランチのアッコちゃん』. プレミアムよるドラマ. NHK BSプレミアム. 2015年放送 作曲
- 大西順子, "The Intersection" 作曲（『Tea Times』2016年 所収）
- 大西順子, "Willow Song (from Otello)" 編曲・指揮（『Very Special』2017年 所収）
- ラウル・ミドン, "Everyone Deserves A Second Chance" 編曲（『イフ・ユー・リアリー・ウォント』2018年 所収）

## 受賞歴等
- 2011年 - 米国作曲家作詞家出版者協会（The ASCAP Foundation） Herb Alpert Young Jazz Composer Awards
- 2011年度 - 文化庁 新進芸術家海外研修制度 研修員
- 2012年 - 『ジャズ・ジャパン』誌年間アルバム大賞（新人賞）（『ジャーニー・トゥ・ジャーニー』）
- 2014年 - 第24回出光音楽賞
- 2015年 - The BMI Foundation's 16th annual Charlie Parker Jazz Composition Prize for her composition "Somnambulant"（『ダンサー・イン・ノーホエア』所収）

## メディア出演
- 挾間美帆のジャズ・ヴォヤージュ（2023年4月9日 - 、NHK-FM）
- 情熱大陸（2024年4月7日、MBS）[12]